# 1952年のラジオ (日本)
1952年のラジオ (日本)では、1952年の日本のラジオ番組、その他ラジオ界の動向について記す。

## 主な番組関連の出来事
1月
- 4日 - NHKが番組改定。夜間の第2放送にも娯楽番組を編成するほか、自由編成の時間を設置する[1]。
  - この日からラジオ第2では、『演芸独演会』が4日から、『エンタツちょびひげ漫遊記』が5日から、『アチャコ青春手帖』（大阪局制作）が7日から、『番茶クラブ』が8日から、『経済読本』・『民謡をたずねて』が共に9日からそれぞれ放送を開始。[1]
- 7日 - NHKラジオ第1、前年11月2日から随時放送していた娯楽歌謡クイズ番組『三つの歌』が、この日からレギュラー放送となる[2]。
- 12日～26日 - ラジオ東京（後のTBSラジオ）・新日本放送（後のMBSラジオ）・中部日本放送（後のCBCラジオ）・ラジオ九州（後のRKBラジオ）の4 社共同で、民放初の大相撲放送開始[3][4]。
- 23日 - NHK、ラジオ第1・第2共に、この日から国会の議事実況を初中継する（衆議院本会議での吉田茂首相（当時）の施政方針演説ほか）[1]。
- 29日 - 新日本放送（後の毎日放送ラジオ、2021年4月1日に分社化に伴い、MBSラジオとなる）、毎週月～土の帯番組『歌のない歌謡曲』がこの日から平日にて、松下電器（後のパナソニック）一社提供となる。翌月2日の毎週土曜日からは、富士写真フイルムが一社提供、後に土曜日も松下電器の一社提供となる[5]。

2月
- 20日 - 朝日放送（後のABCラジオ）、プロ野球オープン戦「巨人 対 南海」戦の中継にて、自社初の解説付きの野球放送を行う[6]。

3月
- 4日～5日 - ラジオ東京、東京都の衆議院補欠選挙で初の政見放送を実施する[1]。
- 12日～16日 - NHKラジオ第1、同月4日に発生した「十勝沖地震」の特集番組を編成。それと同時に、「十勝沖震災 NHKたすけあい運動」を実施[1][7]。
- 31日 - 日本文化放送協会（後の文化放送）開局[1]。
  - 夕刻のニュースの時間帯は電通の買い切りとなる[1]。
  - この日から、同局の看板番組となる『大学受験講座（後の大学受験ラジオ講座）』（旺文社一社提供）が放送開始、1994年4月3日まで続く長寿番組となる。[1]

4月
- 1日
  - NHKラジオ第1、北村寿夫作のドラマ『白鳥の騎士 - 新諸国物語から』放送開始（ - 12月31日）[1]。
  - NHKラジオ第2、『NHK教養大学』放送開始[1]。
  - ラジオ東京、23時から日本初の深夜放送とされる占領軍[注 1]将兵及びその家族のための英語番組『イングリッシュ・アワー』放送開始[8][9]。
- 2日 - 日本文化放送協会で、日本ビクター（現：JVCケンウッド）が自らスポンサーになり、自社の洋楽レコードを紹介する番組『S盤アワー』が放送開始。中部日本放送、新日本放送、信濃放送（後の信越放送）、神戸放送（後のラジオ関西）にもネット開始[10][11]。
- 5日 - ラジオ東京、旭化成工業（後の旭化成）の1社提供番組で、クイズ形式の教養番組番組『ぴよぴよ大学』放送開始。1956年4月13日からは同テレビ（後のTBSテレビ）との同時放送となった（ - 1960年5月1日、全402回）[1][12]。
- 6日
  - NHKが番組改定。夜間、ラジオ第2放送に娯楽番組の時間帯を毎日新設し、音楽・浪花節などを自由に編成した[1]。
  - ラジオ東京、『素人うた合戦』を、NHKラジオ第1『のど自慢素人演芸会』と同時間帯で放送開始[1]。
- 9日 - もく星号墜落事故発生。NHK、ラジオ東京で臨時ニュース等を入れる[1]。
  - NHKでは、19時のニュースで「安否依然不明、憂慮の色濃い」と報道。20時10分の臨時ニュースで「全員絶望」を伝える[1]。
  - ラジオ東京では、12時38分、臨時ニュースで「行方不明」の第1報。 17時のニュースで「全員救助」を、19時のニュースでは家族の喜びの声を録音放送。21時のニュースで「もく星号遭難か」に切り替える[1]。
- 10日 - NHKラジオ第1、連続放送劇『君の名は』放送開始（ - 1954年4月8日、全98回。作・演出:菊田一夫、音楽:古関裕而、出演:阿里道子・北沢彪 ほか）[1]。最初の半年間は人々の戦争体験を主題にシリアスタッチで描いていたため、あまり人気はなかった[13]。当初は、東京・佐渡・志摩半島に住む家族を並行する社会派ラジオドラマを目指していたが、主人公の真知子と春樹との恋愛にドラマが集中し始めると、初めて人気番組となり[13]、それからは番組が始まる時間になると、銭湯の女湯から人が消えるといわれるほどであったという[14]。
- 16日 - NHKラジオ第1、『教師の時間』で、標準楽音放送開始（週1回）[1]。
- 28日 - NHKラジオ第1、サンフランシスコ講和条約発効式を、米の国際放送 ボイス・オブ・アメリカ（アメリカの声（VOA）） から中継[1]。
  - この発効により、日本の主権が復活したのを受け、この日からラジオ第1・第2の放送終了時に「君が代」放送開始[1]。

5月
- 1日 - 新日本放送、米から来日中のジーン・クルーパ・ジャズ・トリオの梅田劇場での公演を独占中継[4]。
- 17日 - 朝日放送、初の日米交換番組で、ハワイKGU局とのウィークリー交換番組『ハワイアン・スター』放送開始[1]。
- 19日 - ラジオ東京・新日本放送共同、後楽園特設スタジアムから、プロボクシング 世界フライ級タイトルマッチ「白井義男 対 ダド・マリノ」を、全国9局へ中継[1][4]
- 25日。
  - 日本文化放送協会・新日本放送・ラジオ九州（後のRKBラジオ）の3社共同、民放初の共同企画制作番組として、『アンジェラスの鐘』放送開始[1][4]。
  - 朝日放送、競馬の初中継放送を行う。「第19回日本ダービー」を、東京競馬場から中継[6]。

6月
- 15日 - NHKが番組改定。青少年向け教養番組・報道番組・ローカル放送を拡充し、自由編成の時間で週1回の教養特集番組を新設、土曜日夜にスペシャルイベントの長時間番組を随時放送[1]。
  - ラジオ第1
    - 『ニュース』枠を21時に新設[1]。
    - 『日曜娯楽版』の番組名を『ユーモア劇場』に改める（ - 1954年6月13日)[1]。
- 16日 - NHKラジオ第1・第2、『体操』の時間にて、この日から『ラジオ体操第2』の放送を開始。[1]

7月
- 3日 - 朝日放送・ラジオ東京、プロ野球オールスター戦（第1戦）を、阪急西宮球場から民放初中継[6]（NHKではラジオ第2で放送）。
- 16日～8月3日 - NHKラジオ第1・第2、フィンランドのヘルシンキで開催の「ヘルシンキ・オリンピック大会」の実況・インタビューなどを深夜に中継。『オリンピックハイライト』等を含め、延べ36時間44分放送。[1]
- 18日 - 奈良県中部での午前1時10分頃、マグニチュード6.7の吉野地震が発生。発生時放送を行っていなかった新日本放送・朝日放送が共に発生10分後から地震速報を放送[1]。

8月
- 13日 - 朝日放送、阪神甲子園球場で毎年夏に開催される「全国高等学校野球選手権大会」（通称：「夏の甲子園」）の全試合の中継を、民放としては初めて、この日の開会日から行う（この年は第34回）[6]。
- 31日 - 新日本放送、開局1周年記念特番『東西歌合戦』を、梅田劇場と日劇から2元中継で放送[15]。

9月
- 1日 - 朝日放送、音楽番組『ABCホームソング』放送開始。1972年9月24日に終了するまで、20年間にも渡る長寿番組となった[16]。

10月
- 1日～2日 - 同月1日に投票が行われた「第25回衆議院議員総選挙」の開票速報を、NHK・民放各局で実施[1]。
  - NHKでは、同速報を初めて自主取材で実施[1]。

11月
- 17日 - NHKラジオ第1、この日から今までの『農家のいこい』を『ひるのいこい』に番組名を改称[17]。以後この番組名で、毎週日曜を除く正午のニュースの後番組として定着、半世紀以上も現役の長寿番組となる（2025年7月現在も継続中）。

12月
- 20日 - NHKが東京ローカル番組『土曜コンサート』にて、ラジオ第1（左チャンネル）と第2（右チャンネル）のモノラル2波を使ったステレオ放送（当時は立体放送と呼んでいた）を行う[1][18]。
- 31日 - ラジオ東京、『ゆく年くる年』の前身となる番組『新年の鼓動』を放送[19]。

## 主なその他ラジオ関連の出来事
- 1月19日 - 日本民間放送連盟（民放連）、初めて5000本の録音用テープを輸入[1]。
- 1月21～27日 - 新日本放送・朝日放送・大阪電通の3社が、共同聴取率調査を実施[1][4]。
- 1月30日 - 新日本放送（NJB）・朝日放送の両社、民放初の初の海外取材として、硫黄島（当時米領）の遺骨収集調査団の日帰り取材のため特派員を派遣。NJBからは1名、ABCからは2名が参加[1][4][6]。
- 2月5日 - 地方民間放送共同制作協議会（火曜会）が発足[1]。
- 2月10日 - NHKの海外向けラジオ「ラジオ日本（後のNHKワールド・ラジオ日本）」の放送終了時に「君が代」の演奏を開始[1][20]。
- 2月11日 - ラジオ東京の「衣部隊生存者」の氏名発表を復員局留守業務部が否定し問題化、ニュースの責任所在をめぐって論争となる[1]。
- 2月22日 - 民放連、文部省著作権審議会が認可申請した音楽著作権使用料規定（各放送局の送信出力別に最高最低額を決める）の承認を決定[1]。
- 2月28日 - 民放連、日本体育協会（後の日本スポーツ協会）に申請していた、民放によるアマチュアスポーツ実況放送が了承される[1]。
- 3月15日 - 民放9社、民放連の斡旋により、国会や首相官邸等を担当する「国会民放記者クラブ」を結成[1]。
- 4月20日 - NHKが室蘭でラジオ第2放送を開始。
- 12月5日～7日 - NHKが放送終了後の深夜、日本で初めてのモノラル音声2波を使ったステレオ放送の実験を、ラジオ第1を左チャンネル、ラジオ第2を右チャンネルにして行う[1][18]。
- 12月24日 - ラジオ東京、「ラジオ東京の歌」（作詞:岡部淳 作曲:米山正夫）を発表[19][21]。

## 開局
- 3月10日 - 北海道放送[1]
- 3月25日 - 信濃放送（現：信越放送）[1][22]
- 3月31日 - 日本文化放送協会（現：文化放送）[1]
- 4月1日 - 神戸放送（現：ラジオ関西）[1]
- 5月1日 - 仙台放送（現：東北放送）[1][23]
- 5月10日 - 北陸文化放送（現：北陸放送）[1]
- 7月1日
  - 四国放送[1]
  - 北日本放送[1]
- 7月20日 - 福井放送[1]
- 10月1日 - ラジオ中国（現：中国放送）[1][24]
- 11月1日 - 静岡放送[1][25][26]
- 12月25日 - ラジオ新潟（現：新潟放送）[1][27]

## 商号変更
- 4月30日 - 信濃放送→信越放送[22]
- 11月1日 - 北陸文化放送→北陸放送

## 開始番組

### 1952年1月放送開始
NHKラジオ第1放送
- 5日 - エンタツちょびひげ漫遊記
- 7日
  - 三つの歌（レギュラー放送化）[2]
  - アチャコ青春手帳（大阪局）[20]

NHKラジオ第2放送
- 4日 - 演芸独演会[20]
- 8日 - 番茶クラブ
- 9日
  - 経済読本[20]
  - 民謡をたずねて[20]

朝日放送
- 13日 - スポーツ・パレード

### 1952年3月放送開始
日本文化放送協会
- 31日 - 大学受験ラジオ講座

新日本放送
- 6日 - 近鉄パールクイズ
- 10日 - 世界の交響楽団[28]

### 1952年4月放送開始
NHKラジオ第1放送
- 1日 - 新諸国物語 白馬の騎士[20]
- 10日 - 君の名は[20]

NHKラジオ第2放送
- 1日 - NHK教養大学[20]
- 14日 - フランス語講座[20]

ラジオ東京
- 5日 - ぴよぴよ大学[2][12]
- 6日 - 素人うた合戦

日本文化放送協会
- 2日 - S盤アワー[10][11]

### 1952年5月放送開始
仙台放送
- 開始日不明 - 希望音楽会

朝日放送
- 17日 - ハワイアン・スター

新日本放送
- 25日 - アンジェラスの鐘

### 1952年6月放送開始
NHKラジオ第1放送
- 15日 - ユーモア劇場

NHKラジオ第2放送
- 15日 - 若い世代へ[20]
- 23日 - 教養特集

### 1952年7月放送開始
四国放送
- 4日 - 希望メロディー

### 1952年9月放送開始
朝日放送
- 1日 - ABCホームソング[29]

新日本放送
- 8日 - 夜の名曲[28]

### 1952年11月放送開始
NHKラジオ第1放送
- 3日 - 黄金のいす[30]
- 16日 - 社会探訪[30]
- 17日
  - 明るい農村[30]
- 22日 - 国会だより[30]
- 23日 - 今日の世界[30]

NHKラジオ第2放送
- 17日 - ラジオ受信機講座[30]

### 1952年12月放送開始
ラジオ東京
- 開始日不明 - 名作アルバム

## 番組名改題
- 6月15日 - ユーモア劇場（NHKラジオ第1、『日曜娯楽版』から改題）[20]
- 11月17日 - ひるのいこい（NHKラジオ第1、『農家のいこい』から改題[17]）